# Kaskaskia (Illinois)
Kaskaskia était un établissement franco-indien au pays des Illinois, en Haute-Louisiane (une dépendance de la Nouvelle-France) jusqu'à la cession à la Grande-Bretagne par le traité de Paris de 1763.

## Historique
Au départ la mission jésuite de l'Immaculée Conception en 1703 fut le noyau autour duquel vint grandir le village de Kaskaskia situé à l'embouchure de la rivière des Metchigamias, nommée par la suite rivière des Kaskaskia et de la rivière aux Vases. La mission jésuite de Kaskaskia était très active et fit de la Haute-Louisiane un des centres les plus évangélisateurs. Il permit la conversion de nombreux indiens Illinois (peuple), dont les Kaskaskias formaient l'un des clans.
La mission était protégée par le Fort Kaskaskia où étaient stationné un détachement de soldats de Nouvelle-France, lui-même dépendant du Fort de Chartres établi un peu plus au nord. Un parc a été aménagé sur l'emplacement de l'ancien fort, sur la rive est du Mississippi, surplombant le village de Kaskakia.
Le site de Kaskaskia était très favorable à un établissement, beaucoup plus que Fort de Chartres, devenu Nouvelle-Chartres, sujet à de fréquentes inondations. En outre, Kaskaskia offrait un abri naturel aux bateaux venant de La Nouvelle-Orléans.
Kaskaskia, tout comme Fort de Chartres et Cahokia était organisée en un quadrillage plus ou moins régulier. Les plus riches habitants se faisaient construire des maisons de pierre. Le village de Kaskaskia, qui était le plus prospère, en possédait plusieurs, ainsi qu'une église en maçonnerie construite dans les années 1740.
En 1719, le commandant Boisbriant se rendit dans le Pays des Illinois et y fit édifier, non loin de Kaskaskia, le fort de Chartres, qui vint renforcer considérablement l'importance de la colonie.
Certaines contestations pouvaient exister entre les colons français et les indiens, les Français, souvent mariés à des Illinoises, achetant aux indiens des parcelles dans des prairies réservées à ces derniers. À l'occasion de son voyage à Paris, en 1725, le chef illinois Chicagou demanda à la Compagnie des Indes et au roi Louis XV qu'on n'aliène pas les terres de son peuple.
Beaucoup de 'Canadiens' et leurs descendants métis à Kaskaskia devinrent des voyageurs et coureurs des bois, qui exploraient et exploitaient le Pays des Illinois pour le commerce de la fourrure. 
Les Canadiens établis à Kaskaskia, puis à Saint-Louis (Missouri) s'efforçaient de commercer avec toutes les tribus de la prairie et au-delà vers l'ouest du Mississippi, dont avec la Colonie espagnole du Nouveau-Mexique avec laquelle fut progressivement développé la Piste de Santa Fe, malgré le fait que les espagnols voulaient garder le contrôle sur le commerce avec leurs territoires. 
Ainsi, en 1719, ceci provoqua l'expédition de Claude Charles Du Tisne vers Santa Fe, qui fut cependant bloquée par les tribus indiennes (Missouri, Osages, etc.) au Kansas. Puis, en 1739, les frères Pierre Antoine et Paul Mallet organisèrent à nouveau depuis Kaskaskia une première expédition complète à destination de Santa Fe, d'où ils revinrent en 1740. D'autres expéditions suivirent.

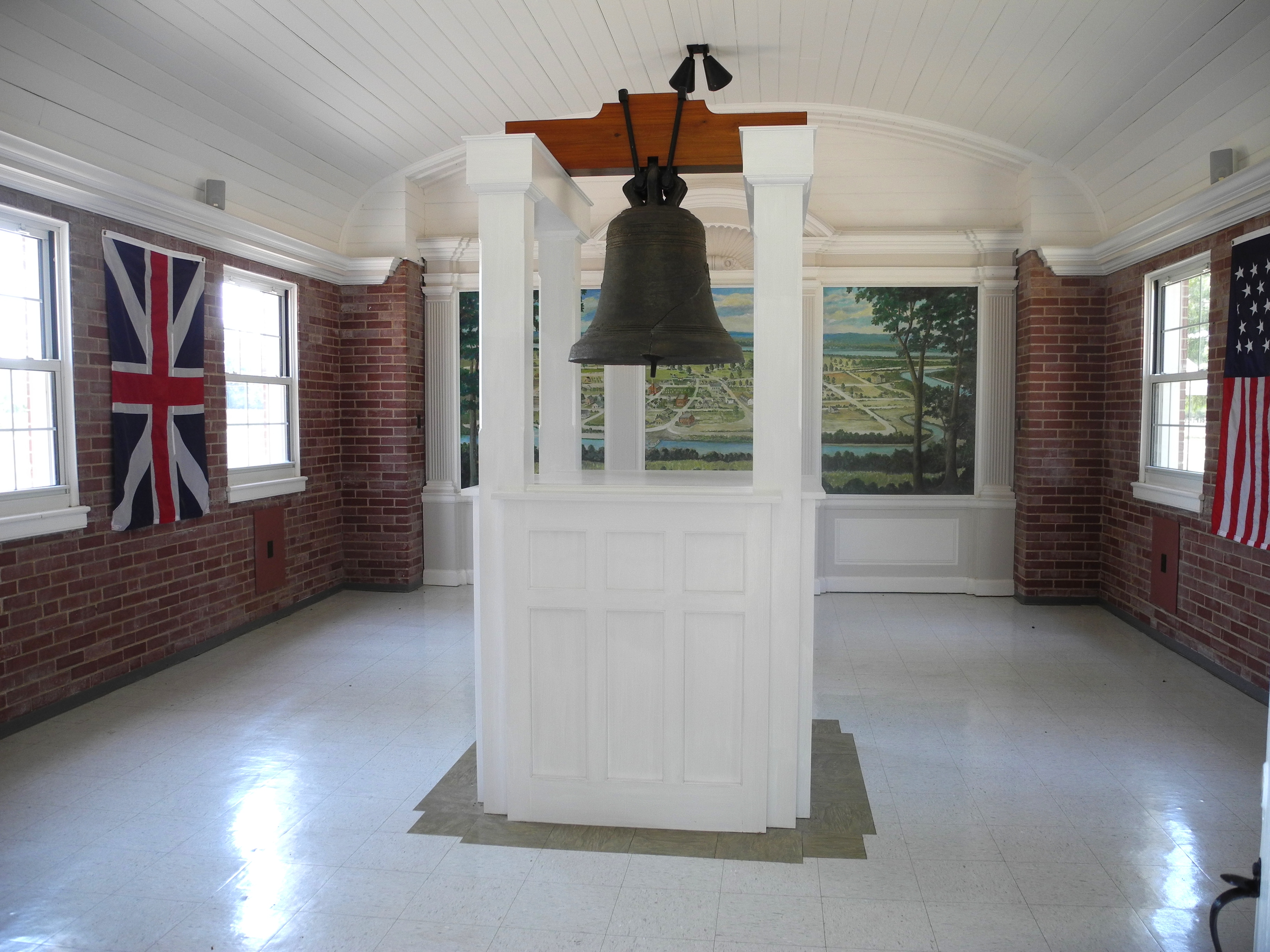
La cloche donnée par Louis XV pour l'église de Kaskaskia en 1741 est appelée cloche de la liberté depuis 1778.

Le roi Louis XV a envoyé à Kaskaskia une cloche en 1741 pour son église, une des nombreuses construite à cet endroit. Au cours des années de domination française, Kaskaskia et les autres colonies agricoles dans le pays des Illinois étaient cruciaux pour l'approvisionnement de la Basse-Louisiane, en particulier La Nouvelle-Orléans, en blé et maïs, ces cultures vivrières de base ne pouvant pas être cultivés dans le climat du Golfe. Les agriculteurs expédiaient des tonnes de farine au sud, contribuant ainsi à la survie de la Nouvelle-Orléans.
En 1733, les Canadiens construisirent le fort Kaskaskia près de ce site. Ce fort fut détruit par les britanniques en 1763 lors de la guerre de Sept Ans, qu'ils ont gagnée. Plutôt que de vivre sous le régime britannique, après que la France eût cédé le territoire à l'est de la rivière, beaucoup de gens de Kaskaskia et autres villes coloniales s'installèrent à l'ouest du Mississippi à Sainte-Geneviève et Saint-Louis et d'autres régions.

## Le convoi annuel de Kaskaskia
Après 1731, chaque année un convoi de troupes françaises reliait la capitale La Nouvelle-Orléans à Kaskaskia. Les militaires des forts du Mississippi et du Mobile venaient de La Nouvelle-Orléans. Le convoi était constitué de trois ou quatre bateaux pontés d'environ seize tonneaux, chaque embarcation étant commandée par un officier et dirigée par un patron de bateau aidé de quelques matelots.
Le convoi quittait la capitale en juillet-août et apportait les marchandises nécessaires à l'approvisionnement des garnisons et la solde des militaires, ainsi que la traite et les présents pour les Amérindiens. Il arrivait à Kaskaskia en novembre-décembre où il hivernait. Il repartait entre avril et juillet et arrivait quinze jours plus tard à La Nouvelle-Orléans.
L'emplacement de cette ancienne bourgade mixte française et amérindienne se trouve désormais dans l'État de l'Illinois aux États-Unis.
Le poste tombait alors sous l'administration du fort de Chartres, capitale de la Haute-Louisiane érigée en 1719-1720, qui se trouvait à quelques kilomètres au nord-ouest, près du village de Prairie du Rocher.

## Visite de Lafayette
Fin avril 1825, le marquis Gilbert du Motier de La Fayette, héros de la guerre d'indépendance des États-Unis, rendit visite à Kaskaskia après avoir visité la ville proche de Saint-Louis (Missouri), dans le cadre de son grand voyage aux États-Unis s'étalant sur 1824 et 1825. (Visite du marquis de La Fayette aux États-Unis).